# تاکو (تگزاس)
تاکو، تگزاس(به انگلیسی: Talco, Texas) شهری در ایالت تگزاس از ایالات جنوبی ایالات متحده آمریکا است. در سرشماری سال ۲۰۰۰، جمعیت این شهر ۵۷۰ نفر اعلام شد.